# Sofiane Milous
Sofiane Milous (Drancy, 1 de julio de 1988) es un deportista francés que compitió en judo. Ganó una medalla de oro en el Campeonato Europeo de Judo de 2010, en la categoría de –60 kg.

## Palmarés internacional
| Campeonato Europeo | Campeonato Europeo | Campeonato Europeo | Campeonato Europeo |
| Año                | Lugar              | Medalla            | Categoría          |
| ------------------ | ------------------ | ------------------ | ------------------ |
| 2010               | Viena (Austria)    | Medalla de oro     | –60 kg             |